# 敏格拉巴
敏格拉巴（缅甸语委转写： [miɴɡa̰làbà]）是一句缅甸语中的正式问候语。通常伴随着轻微的鞠躬，抑或是更为正式的合十礼。

## 起源
“敏格拉巴”是一个相对现代的短语。该短语首次出现于19至20世纪英国统治缅甸期间，相当于英语中的“你好”或“你好吗”。在20世纪60年代末，缅甸政府在国家教育体系中将该短语加以制度化。缅甸学生现时每天开始上课时都会用“敏格拉巴”向老师打招呼。
“敏格拉巴”本身是一个短语，分解为“敏格拉”+“巴”。 第一个词“敏格拉”源自巴利语maṅgala，意思是吉祥、幸运、繁荣或喜庆。这个词也出现在著名的佛教经典《吉祥经》中。缅甸文化承认十二吉祥礼或“敏格拉”。在缅甸语中，“敏格拉”被附加在几个术语上，包括“结婚”（မင်္ဂလာဆောင်）和“乔迁之喜”（အိမ်တက်မင်္ဂလာ）。第二个词“巴”是缅甸语动词后缀的语法助詞，表示礼貌。